# WDR 200
WDR 200 ist eine Aktion des Hörfunksenders WDR 2, bei der Hörer abstimmen können, welche Musik sie am besten finden. Die Aktion hat seit 2002 viermal stattgefunden.

## Konzept
Nach einer mehrwöchigen Abstimmungsphase werden die 200 beliebtesten Songs in einer Hitparade gespielt. Das Sendekonzept sowie die Abstimmung weisen eine beachtliche Hörerzahl auf. Bei der Abstimmung im Jahr 2007 wurden über eine Million Stimmen ausgewertet, davon rund 70.000 aus aller Welt.
2002, 2005 und 2007 wurden die 200 Titel in einer ganztägigen Sendung am Tag der Deutschen Einheit (3. Oktober) ausgestrahlt; 2009 wurde WDR 200 am 7. und 8. November gesendet.

## Bisherige Sendungen
Im Jahr 2002 wählte die Hörerschaft unter dem allgemeinen Titel WDR 200 den besten Musiktitel. Drei Jahre später stand die Sendung unter dem Titel WDR 200 – Die besten Sängerinnen & Sänger. Im Jahr 2007 wurde unter dem Motto WDR 200. Das beste Album aller Zeiten gewählt. Neben den Ausstrahlungen im Radio wurden seit 2005 parallel auch CDs mit einer Auswahl aus den meistgewählten Titeln veröffentlicht. 2009 wurden die besten 200 Bands ermittelt. Die obligatorische Doppel-CD erschien am 13. November 2009.

## Ergebnisliste 2002
| Platz | Künstler                     | Titel                                                | Jahr |
| 1     | John Miles                   | Music                                                | 1976 |
| 2     | Led Zeppelin                 | Stairway to Heaven                                   | 1971 |
| 3     | Queen                        | Bohemian Rhapsody                                    | 1975 |
| 4     | John Lennon                  | Imagine                                              | 1971 |
| 5     | Runrig                       | Loch lomond                                          | 1983 |
| 6     | U2                           | One                                                  | 1991 |
| 7     | Phil Collins                 | In the Air Tonight                                   | 1981 |
| 8     | Eagles                       | Hotel California                                     | 1976 |
| 9     | Fury in the Slaughterhouse   | Time to Wonder                                       | 1988 |
| 10    | Big Country                  | Ships (Where Were You)                               | 1993 |
| 11    | Pink Floyd                   | Wish You Were Here                                   | 1975 |
| 12    | Modern Talking               | You’re My Heart, You’re My Soul                      | 1984 |
| 13    | Marillion                    | Map of the World                                     | 2001 |
| 14    | The Beatles                  | Yesterday                                            | 1966 |
| 15    | Indigo Girls                 | Closer to Fine                                       | 1989 |
| 16    | Wise Guys                    | Jetzt ist Sommer                                     | 2001 |
| 17    | U2                           | With or Without You                                  | 1987 |
| 18    | Alphaville                   | Forever Young                                        | 1984 |
| 19    | Uriah Heep                   | Lady in Black                                        | 1971 |
| 20    | Chris de Burgh               | A Woman’s Heart                                      | 1999 |
| 21    | Heinz Rudolf Kunze           | Aller Herren Länder                                  | 1999 |
| 22    | Deep Purple                  | Smoke on the Water                                   | 1972 |
| 23    | Dire Straits                 | Brothers in Arms                                     | 1985 |
| 24    | Toto                         | Africa                                               | 1982 |
| 25    | Roxette                      | Milk and Toast and Honey                             | 2001 |
| 26    | Chris de Burgh               | Where Peaceful Waters Flow                           | 1983 |
| 27    | Elvis Presley                | In the Ghetto                                        | 1969 |
| 28    | The Police                   | Every Breath You Take                                | 1983 |
| 29    | The Beatles                  | Hey Jude                                             | 1968 |
| 30    | Ezio                         | Angel Song                                           | 1993 |
| 31    | BAP                          | Verdamp lang her                                     | 1981 |
| 32    | The Rolling Stones           | (I Can’t Get No) Satisfaction                        | 1965 |
| 33    | Donnie Munro                 | The Weaver of Grass                                  |      |
| 34    | Pink Floyd                   | Another Brick in the Wall                            | 1979 |
| 35    | Kiss                         | God Gave Rock ’n’ Roll to You II                     | 1991 |
| 36    | Dire Straits                 | Sultans of Swing                                     | 1978 |
| 37    | Jean-Jacques Goldman         | Je Marche Seul                                       | 1985 |
| 38    | Runrig                       | Running to the Light                                 |      |
| 39    | R.E.M.                       | Losing My Religion                                   | 1991 |
| 40    | Big Country                  | Wonderland                                           |      |
| 41    | Peter Gabriel                | Solsbury Hill                                        | 1977 |
| 42    | Wolf Maahn                   | Irgendwo in Deutschland                              |      |
| 43    | Scott McKenzie               | San Francisco (Be Sure to Wear Flowers in Your Hair) | 1967 |
| 44    | Mike Oldfield                | Moonlight Shadow                                     | 1983 |
| 45    | Michael Fitz                 | Zu Fuß                                               |      |
| 46    | Meat Loaf                    | Paradise by the Dashboard Light                      | 1977 |
| 47    | Metallica                    | One                                                  | 1988 |
| 48    | Runrig                       | Maymorning                                           |      |
| 49    | Supertramp                   | School                                               | 1974 |
| 50    | Normal Generation?           | Long for You                                         |      |
| 51    | Iron Butterfly               | In-A-Gadda-Da-Vida                                   | 1968 |
| 52    | Van Halen                    | Jump                                                 | 1983 |
| 53    | U2                           | All I Want Is You                                    | 1988 |
| 54    | The Rolling Stones           | Angie                                                | 1973 |
| 55    | Chris de Burgh               | Lady in Red                                          | 1986 |
| 56    | Cultured Pearls              | Kissing the Sheets                                   |      |
| 57    | Konstantin Wecker            | Wenn der Sommer nicht mehr weit ist                  |      |
| 58    | Moody Blues                  | Nights in White Satin                                | 1967 |
| 59    | Deep Purple                  | Child in Time                                        | 1970 |
| 60    | B-Movie                      | Nowhere Girl                                         |      |
| 61    | Kiss                         | I Was Made for Lovin’ You                            | 1979 |
| 62    | Creedence Clearwater Revival | Bad Moon Rising                                      | 1969 |
| 63    | Shakira                      | Whenever, Wherever                                   | 2001 |
| 64    | Carlos Santana               | Samba Pa Ti                                          | 1970 |
| 65    | Neil Young                   | Hurricane                                            |      |
| 66    | Enya                         | Only Time                                            | 2000 |
| 67    | Neil Diamond                 | I Am… I Said                                         |      |
| 68    | Metallica                    | Nothing Else Matters                                 | 1991 |
| 69    | Depeche Mode                 | Stripped                                             |      |
| 70    | Chris de Burgh               | This Silent World                                    |      |
| 71    | Sting                        | Fragile                                              |      |
| 72    | Eric Clapton                 | Tears in Heaven                                      | 1992 |
| 73    | Zager & Evans                | In the Year 2525                                     | 1969 |
| 74    | Procol Harum                 | A Whiter Shade of Pale                               | 1967 |
| 75    | Men at Work                  | Down Under                                           | 1981 |
| 76    | Madonna                      | Like a Prayer                                        | 1989 |
| 77    | Konstantin Wecker            | Amerika                                              |      |
| 78    | Herbert Grönemeyer           | Bochum                                               | 1984 |
| 79    | Don McLean                   | American Pie                                         | 1971 |
| 80    | U2                           | Walk On                                              |      |
| 81    | Genesis                      | The Carpet Crawlers                                  | 1974 |
| 82    | The Beatles                  | Let It Be                                            | 1970 |
| 83    | Barclay James Harvest        | Hymn                                                 | 1977 |
| 84    | Terry Jacks                  | Seasons in the Sun                                   | 1974 |
| 85    | Saga                         | Wind Him Up                                          | 1981 |
| 86    | Jimi Hendrix                 | All Along the Watchtower                             | 1968 |
| 87    | Chris de Burgh               | Don’t Pay the Ferryman                               |      |
| 88    | BAP                          | Aff un zo                                            | 2001 |
| 89    | Alphaville                   | The Impossible Dream                                 |      |
| 90    | Runrig                       | The Greatest Flame                                   |      |
| 91    | Lynyrd Skynyrd               | Sweet Home Alabama                                   | 1974 |
| 92    | Gloria Gaynor                | I Will Survive                                       | 1978 |
| 93    | Midge Ure                    | Breathe                                              | 1996 |
| 94    | Jethro Tull                  | Locomotive Breath                                    | 1971 |
| 95    | Electric Light Orchestra     | Mr. Blue Sky                                         | 1977 |
| 96    | U2                           | Where the Streets Have No Name                       | 1987 |
| 97    | Mark Knopfler                | Sailing to Philadelphia                              | 2000 |
| 98    | Bryan Adams                  | Summer of ’69                                        | 1984 |
| 99    | Barry Ryan                   | Eloise                                               | 1968 |
| 100   | ABBA                         | Dancing Queen                                        | 1976 |
| 101   | Soft Cell                    | Tainted Love                                         | 1981 |
| 102   | Orange Blue                  | Can Somebody Tell Me Who I Am                        |      |
| 103   | Herbert Grönemeyer           | Currywurst                                           | 1982 |
| 104   | Van Morrison                 | Have I Told You Lately                               |      |
| 105   | Rod Stewart                  | Sailing                                              | 1975 |
| 106   | George Harrison              | My Sweet Lord                                        | 1970 |
| 107   | Elton John                   | Your Song                                            | 1969 |
| 108   | Chris de Burgh               | Nothing Ever Happens Round Here                      |      |
| 109   | Billy Joel                   | Piano Man                                            | 1973 |
| 110   | Pur                          | Abenteuerland                                        | 1995 |
| 111   | Nena                         | Carpe Diem                                           |      |
| 112   | Melissa Etheridge            | Like the Way I Do                                    |      |
| 113   | Golden Earring               | Radar Love                                           | 1973 |
| 114   | Runrig                       | Book of Golden Stories                               |      |
| 115   | Nena                         | 99 Luftballons                                       | 1983 |
| 116   | John Denver                  | Take Me Home, Country Roads                          | 1971 |
| 117   | Céline Dion                  | A New Day Has Come                                   | 2002 |
| 118   | Kiss                         | Rock and Roll All Nite                               | 1975 |
| 119   | Simon & Garfunkel            | Sounds of Silence                                    | 1964 |
| 120   | Phil Collins                 | Another Day in Paradise                              | 1989 |
| 121   | Mike Oldfield                | Crime of Passion                                     |      |
| 122   | Herbert Grönemeyer           | Halt mich                                            |      |
| 123   | Wynonna                      | Testify to Love                                      |      |
| 124   | Simple Minds                 | Belfast Child                                        | 1989 |
| 125   | Santa Esmeralda              | Don’t Let Me Be Misunderstood                        | 1977 |
| 126   | Robbie Williams              | Eternity                                             | 2001 |
| 127   | Nickelback                   | How You Remind Me                                    | 2001 |
| 128   | Cat Stevens                  | Morning Has Broken                                   | 1971 |
| 129   | Temptations                  | Papa Was a Rollin’ Stone                             | 1972 |
| 130   | Simple Minds                 | Don’t You (Forget About Me)                          | 1985 |
| 131   | Orange Blue                  | Heaven Was Her Name                                  |      |
| 132   | Gloria Gaynor                | I Am What I Am                                       | 1983 |
| 133   | a-ha                         | Take on Me                                           | 1985 |
| 134   | Modern Talking               | Juliet                                               |      |
| 135   | Westlife                     | World of Our Own                                     |      |
| 136   | Scorpions                    | Wind of Change                                       | 1990 |
| 137   | Mike Oldfield                | Man in the Rain                                      | 1998 |
| 138   | Marillion                    | Kayleigh                                             | 1985 |
| 139   | Ginkgo Garden                | Secret Call                                          |      |
| 140   | Depeche Mode                 | Enjoy the Silence                                    | 1990 |
| 141   | Bon Jovi                     | It’s My Life                                         | 2000 |
| 142   | The Beatles                  | Here Comes the Sun                                   | 1969 |
| 143   | AC/DC                        | Highway to Hell                                      | 1979 |
| 144   | ABBA                         | Thank You for the Music                              | 1977 |
| 145   | Frank Zappa                  | Bobby Brown                                          | 1979 |
| 146   | U2                           | Beautiful Day                                        | 2000 |
| 147   | The Rolling Stones           | Sympathy for the Devil                               | 1968 |
| 148   | Héroes del Silencio          | Entre Dos Tierras                                    | 1991 |
| 149   | Harpo                        | Moviestar                                            | 1975 |
| 150   | Grobschnitt                  | Silent Movie                                         |      |
| 151   | Europe                       | The Final Countdown                                  | 1986 |
| 152   | Deacon Blue                  | Dignity                                              |      |
| 153   | David Usher                  | Black Black Heart                                    |      |
| 154   | Chris de Burgh               | The Getaway                                          |      |
| 155   | Bruce Springsteen            | Born to Run                                          | 1975 |
| 156   | Bon Jovi                     | Bed of Roses                                         | 1992 |
| 157   | Simon & Garfunkel            | Bridge over Troubled Water                           | 1970 |
| 158   | Runrig                       | Oran Ailein/Leaving Strathconon                      |      |
| 159   | The Rolling Stones           | Paint It Black                                       | 1966 |
| 160   | Nena                         | Irgendwie, irgendwo, irgendwann                      | 1984 |
| 161   | Led Zeppelin                 | Whole Lotta Love                                     | 1969 |
| 162   | Kiss                         | Hard Luck Woman                                      | 1977 |
| 163   | John Denver                  | Annie’s Song                                         | 1974 |
| 164   | Frank Sinatra                | New York, New York                                   | 1980 |
| 165   | Enya                         | May It Be                                            | 2001 |
| 166   | The Doors                    | Riders on the Storm                                  | 1971 |
| 167   | Bruce Springsteen            | Streets of Philadelphia                              | 1993 |
| 168   | Boston                       | More Than a Feeling                                  | 1976 |
| 169   | ABBA                         | The Winner Takes It All                              | 1980 |
| 170   | Wonderwall                   | Just More                                            | 2001 |
| 171   | Wishful Thinking             | Hiroshima                                            |      |
| 172   | Queen                        | Who Wants to Live Forever                            | 1986 |
| 173   | Orange Blue                  | She’s Got That Light                                 | 2000 |
| 174   | Neil Young                   | Heart of Gold                                        | 1972 |
| 175   | Leonard Cohen                | Suzanne                                              | 1967 |
| 176   | Hubert Kah                   | So Many People                                       |      |
| 177   | Wanda Jackson                | Let’s Have a Party                                   | 1960 |
| 178   | Visage                       | Fade to Grey                                         | 1980 |
| 179   | Shivaree                     | Good Night Moon                                      |      |
| 180   | Santana & Maná               | Corazon Espinado                                     | 1999 |
| 181   | Robbie Williams              | Somethin’ Stupid                                     | 2000 |
| 182   | Queen                        | The Show Must Go On                                  | 1991 |
| 183   | Leonard Cohen                | First We Take Manhattan                              |      |
| 184   | James                        | Sit Down                                             |      |
| 185   | Ezio                         | Saxon Street                                         |      |
| 186   | Eric Clapton                 | Wonderful Tonight                                    | 1977 |
| 187   | Deep Purple                  | When a Blind Man Cries                               |      |
| 188   | Bruce Springsteen            | Tougher Than the Rest                                |      |
| 189   | Apoptygma Berzerk            | Until the End of the World                           |      |
| 190   | a-ha                         | The Sun Always Shines on T.V.                        | 1985 |
| 191   | Wolf Maahn                   | Ich wart auf dich                                    |      |
| 192   | U2                           | Sunday, Bloody Sunday                                | 1983 |
| 193   | Trude Herr                   | Niemals geht man so ganz                             | 1987 |
| 194   | Stranglers                   | Golden Brown                                         | 1981 |
| 195   | Sting                        | Fields of Gold                                       | 1993 |
| 196   | Steve Harley & Cockney Rebel | Sebastian                                            | 1973 |
| 197   | Simon & Garfunkel            | The Boxer                                            | 1970 |
| 198   | Reamonn                      | Supergirl                                            | 2000 |
| 199   | Queen                        | We Are the Champions                                 | 1977 |
| 200   | Marius Müller-Westernhagen   | Freiheit                                             |      |

## Ergebnisliste 2007
Die Musikredaktion von WDR 2 hatte rund 600 Alben zusammengestellt, die ihrer Meinung nach zu den besten aller Zeiten gehören. Aus dieser Vorauswahl konnten die Hörer per Internet bis zum 1. Oktober 2007, 0:00 Uhr für ihr Lieblings-Album und daraus ihren Lieblings-Song abstimmen. Über diese 600 Alben hinaus konnten WDR 2 Hörer aus einer Liste von allen in Deutschland erschienenen Alben ihr Lieblingsalbum wählen. Wenn besonders viele Hörer sich ein bestimmtes Album gewünscht hatten, wurde es in die „offizielle“ Liste übernommen.
| Platz | Künstler                     | Album                                                            | Titel                                         | Jahr |
| ----- | ---------------------------- | ---------------------------------------------------------------- | --------------------------------------------- | ---- |
| 1     | Pink Floyd                   | Wish You Were Here                                               | Wish You Were Here                            | 1975 |
| 2     | Pink Floyd                   | The Wall                                                         | Comfortably Numb                              | 1979 |
| 3     | The Beatles                  | Sgt. Pepper’s Lonely Hearts Club Band                            | A Day in the Life                             | 1967 |
| 4     | Dire Straits                 | Brothers In Arms                                                 | Brother in Arms                               | 1985 |
| 5     | Queen                        | A Night at the Opera                                             | Bohemian Rhapsody                             | 1975 |
| 6     | Pink Floyd                   | The Dark Side of the Moon                                        | Time                                          | 1973 |
| 7     | U2                           | The Joshua Tree                                                  | With or Without You                           | 1987 |
| 8     | ABBA                         | ABBA Gold – Greatest Hits                                        | Dancing Queen                                 | 1976 |
| 9     | Fleetwood Mac                | Rumours                                                          | Go Your Own Way                               | 1977 |
| 10    | Herbert Grönemeyer           | 4630 Bochum                                                      | Bochum                                        | 1984 |
| 11    | Michael Jackson              | Thriller                                                         | Thriller                                      | 1982 |
| 12    | Deep Purple                  | Deep Purple in Rock                                              | Child in Time                                 | 1970 |
| 13    | Bruce Springsteen            | Born in the U.S.A.                                               | Born in the U.S.A.                            | 1984 |
| 14    | Meat Loaf                    | Bat Out of Hell                                                  | Bat Out of Hell                               | 1977 |
| 15    | Bruce Springsteen            | Born to Run                                                      | Thunder Road                                  | 1975 |
| 16    | Herbert Grönemeyer           | Mensch                                                           | Mensch                                        | 2002 |
| 17    | The Beatles                  | Abbey Road                                                       | Here Comes the Sun                            | 1969 |
| 18    | Supertramp                   | Crime of the Century                                             | School                                        | 1974 |
| 19    | Marillion                    | Misplaced Childhood                                              | Kayleigh                                      | 1985 |
| 20    | AC/DC                        | Back in Black                                                    | Hells Bells                                   | 1980 |
| 21    | Donnie Munro                 | Heart of America                                                 | Stranger to the Pine                          |      |
| 22    | Genesis                      | The Lamb Lies Down on Broadway                                   | The Carpet Crawlers                           | 1974 |
| 23    | Reamonn                      | Wish                                                             | Starship                                      | 2006 |
| 24    | Metallica                    | Metallica                                                        | Nothing Else Matters                          | 1991 |
| 25    | Kiss                         | Destroyer                                                        | Detroit Rock City                             | 1976 |
| 26    | Peter Gabriel                | So                                                               | In Your Eyes                                  | 1986 |
| 27    | Queen                        | A Kind of Magic                                                  | Who Wants to Live Forever                     | 1986 |
| 28    | Led Zeppelin                 | Led Zeppelin IV                                                  | Stairway to Heaven                            | 1971 |
| 29    | The Beatles                  | The Beatles                                                      | While My Guitar Gently Weeps                  | 1968 |
| 30    | Depeche Mode                 | Violator                                                         | Enjoy the Silence                             | 1990 |
| 31    | Nirvana                      | Nevermind                                                        | Come As You Are                               | 1991 |
| 32    | Supertramp                   | Breakfast in America                                             | The Logical Song                              | 1979 |
| 33    | Runrig                       | The Big Wheel                                                    | Flower of the West                            |      |
| 34    | Dire Straits                 | Dire Straits                                                     | Sultans of Swing                              | 1978 |
| 35    | The Rolling Stones           | Exile on Main Street                                             | Tumbling Dice                                 | 1972 |
| 36    | AC/DC                        | Highway to Hell                                                  | Highway to Hell                               | 1979 |
| 37    | Electric Light Orchestra     | Out of the Blue                                                  | Mr. Blue Sky                                  | 1977 |
| 38    | Paul Simon                   | Graceland                                                        | Graceland                                     | 1986 |
| 39    | Jethro Tull                  | Aqualung                                                         | Locomotive Breath                             | 1971 |
| 40    | The Rolling Stones           | Sticky Fingers                                                   | Brown Sugar                                   | 1971 |
| 41    | Phil Collins                 | Serious Hits… Live!                                              | Against All Odds                              | 1984 |
| 42    | R.E.M.                       | Automatic for the People                                         | Everybody Hurts                               | 1992 |
| 43    | The Rolling Stones           | Beggars Banquet                                                  | Sympathy for the Devil                        | 1968 |
| 44    | Roger Cicero                 | Männersachen                                                     | Zieh die Schuh aus                            |      |
| 45    | Queen                        | Innuendo                                                         | The Show Must Go On                           | 1991 |
| 46    | Mike Oldfield                | Tubular Bells                                                    | Tubular Bells, Part 1                         | 1973 |
| 47    | Metallica                    | Master of Puppets                                                | Master of Puppets                             | 1986 |
| 48    | The Beatles                  | Let It Be                                                        | Let It Be                                     | 1970 |
| 49    | U2                           | Achtung Baby                                                     | One                                           | 1991 |
| 50    | Robbie Williams              | Swing When You’re Winning                                        | Mr. Bojangles                                 | 2001 |
| 51    | The Beatles                  | Help!                                                            | Yesterday                                     | 1965 |
| 52    | Santana                      | Abraxas                                                          | Samba Pa Ti                                   | 1970 |
| 53    | Runrig                       | Amazing Things                                                   | The Greatest Flame                            |      |
| 54    | Deep Purple                  | Machine Head                                                     | Highway Star                                  | 1972 |
| 55    | The Alan Parsons Project     | Tales of Mystery and Imagination: Edgar Allan Poe                | The Raven                                     |      |
| 56    | ABBA                         | The Album                                                        | Thank You for the Music                       | 1977 |
| 57    | Katie Melua                  | Piece by Piece                                                   | Nine Million Bicycles                         | 2005 |
| 58    | Elvis Presley                | From Elvis in Memphis                                            | In the Ghetto                                 | 1969 |
| 59    | Pearl Jam                    | Ten                                                              | Black                                         |      |
| 60    | Guns N’ Roses                | Appetite for Destruction                                         | Sweet Child o’ Mine                           | 1987 |
| 61    | Bon Jovi                     | Keep the Faith                                                   | Bed of Roses                                  | 1992 |
| 62    | BAP                          | Vun drinne noh drusse                                            | Do kanns zaubere                              |      |
| 63    | PUR                          | Abenteuerland                                                    | Abenteuerland                                 | 1995 |
| 64    | The Rolling Stones           | Let It Bleed                                                     | Gimmie Shelter                                | 1969 |
| 65    | Queen                        | News of the World                                                | We Are the Champions                          | 1977 |
| 66    | Genesis                      | Foxtrot                                                          | Watcher of the Skies                          |      |
| 67    | The Beatles                  | Revolver                                                         | Eleanor Rigby                                 | 1966 |
| 68    | Eagles                       | Hotel California                                                 | Hotel California                              | 1976 |
| 69    | Barclay James Harvest        | Gone to Earth                                                    | Hymn                                          | 1977 |
| 70    | Creedence Clearwater Revival | Cosmo’s Factory                                                  | Who’ll Stop the Rain                          | 1970 |
| 71    | Neil Young                   | Harvest                                                          | Heart of Gold                                 | 1972 |
| 72    | Red Hot Chili Peppers        | Californication                                                  | Otherside                                     | 1999 |
| 73    | Genesis                      | A Trick of the Tail                                              | Ripples …                                     |      |
| 74    | The Who                      | Who’s Next                                                       | Won’t Get Fooled Again                        | 1971 |
| 75    | Die Toten Hosen              | Ein kleines bißchen Horrorschau                                  | Hier kommt Alex                               | 1988 |
| 76    | a-ha                         | Hunting High and Low                                             | Hunting High and Low                          | 1985 |
| 77    | Rosenstolz                   | Das große Leben                                                  | Ich bin ich (Wir sind wir)                    |      |
| 78    | Cat Stevens                  | Tea for the Tillerman                                            | Father and Son                                | 1970 |
| 79    | Pink                         | I’m Not Dead                                                     | Dear Mr. President (feat. Indigo Girls)       | 2006 |
| 80    | The Rolling Stones           | Aftermath                                                        | Paint It Black                                | 1966 |
| 81    | Tina Turner                  | Private Dancer                                                   | Private Dancer                                | 1984 |
| 82    | Santana                      | Supernatural                                                     | Corazón Espinado                              | 1999 |
| 83    | Bryan Adams                  | Reckless                                                         | Summer of ’69                                 | 1984 |
| 84    | The Beach Boys               | Pet Sounds                                                       | God Only Knows                                | 1966 |
| 85    | Simply Red                   | Picture Book                                                     | Holding Back the Years                        | 1985 |
| 86    | The Who                      | Tommy                                                            | Pinball Wizard                                | 1969 |
| 87    | Udo Lindenberg               | Alles klar auf der Andrea Doria                                  | Nichts haut einen Seemann um                  | 1973 |
| 88    | Led Zeppelin                 | Led Zeppelin II                                                  | Whole Lotta Love                              | 1969 |
| 89    | Coldplay                     | A Rush of Blood to the Head                                      | Clocks                                        | 2002 |
| 90    | The Doors                    | L.A. Woman                                                       | Riders on the Storm                           | 1971 |
| 91    | Depeche Mode                 | Music For the Masses                                             | Never Let Me Down Again                       | 1987 |
| 92    | R.E.M.                       | Out of Time                                                      | Losing My Religion                            | 1991 |
| 93    | James Blunt                  | Back to Bedlam                                                   | You’re Beautiful                              | 2004 |
| 94    | The Police                   | Outlandos d’Amour                                                | Roxanne                                       | 1979 |
| 95    | The Jimi Hendrix Experience  | Electric Ladyland                                                | All Along the Watchtower                      | 1968 |
| 96    | The Beatles                  | Rubber Soul                                                      | In My Life                                    | 1965 |
| 97    | The Smiths                   | The Queen Is Dead                                                | There Is a Light That Never Goes Out          |      |
| 98    | Phil Collins                 | Face Value                                                       | In the Air Tonight                            | 1981 |
| 99    | Bryan Adams                  | Cuts Like a Knife                                                | Straight From the Heart                       | 1983 |
| 100   | Take That                    | Nobody Else                                                      | Never Forget                                  | 1995 |
| 101   | Iron Butterfly               | In-A-Gadda-Da-Vida                                               | In-A-Gadda-Da-Vida                            | 1968 |
| 102   | Mark Knopfler                | Sailing to Philadelphia                                          | Sailing to Philadelphia (feat. James Taylor)  | 2000 |
| 103   | The Doors                    | The Doors                                                        | The End                                       | 1967 |
| 104   | Alphaville                   | Forever Young                                                    | Forever Young                                 | 1984 |
| 105   | Al Stewart                   | Year of the Cat                                                  | Year of the Cat                               | 1976 |
| 106   | Elton John                   | Goodbye Yellow Brick Road                                        | Candle in the Wind                            | 1973 |
| 107   | Big Country                  | The Crossing                                                     | Wonderland                                    |      |
| 108   | Barclay James Harvest        | Berlin                                                           | Life Is for Living                            | 1982 |
| 109   | The Police                   | Synchronicity                                                    | Every Breath You Take                         | 1983 |
| 110   | Saga                         | Worlds Apart                                                     | Wind Him Up                                   | 1981 |
| 111   | Foreigner                    | 4                                                                | Urgent                                        | 1981 |
| 112   | Johnny Cash                  | At Folsom Prison                                                 | Folsom Prison Blues                           |      |
| 113   | Bon Jovi                     | Slippery When Wet                                                | Livin’ on a Prayer                            | 1986 |
| 114   | Oasis                        | Definitely Maybe                                                 | Live Forever                                  | 1994 |
| 115   | Manfred Mann’s Earth Band    | Watch                                                            | Davy’s on the Road Again                      |      |
| 116   | Joe Jackson                  | Night and Day                                                    | Steppin’ Out                                  | 1982 |
| 117   | The Clash                    | London Calling                                                   | London Calling                                | 1979 |
| 118   | The Police                   | Reggatta De Blanc                                                | Message in a Bottle                           | 1979 |
| 119   | Chris de Burgh               | The Getaway                                                      | Don’t Pay the Ferryman                        |      |
| 120   | Robbie Williams              | I’ve Been Expecting You                                          | She’s the One                                 | 1998 |
| 121   | Simply Red                   | Stars                                                            | Stars                                         | 1991 |
| 122   | Robbie Williams              | Sing When You’re Winning                                         | The Road to Mandalay                          | 2000 |
| 123   | Eric Clapton                 | Slowhand                                                         | Wonderful Tonight                             | 1977 |
| 124   | Black Sabbath                | Paranoid                                                         | Paranoid                                      | 1970 |
| 125   | Fury in the Slaughterhouse   | Mono                                                             | Radio Orchid                                  | 1993 |
| 126   | T. Rex                       | Electric Warrior                                                 | Get It On                                     | 1971 |
| 127   | Depeche Mode                 | Songs of Faith and Devotion                                      | Walking in My Shoes                           |      |
| 128   | Creedence Clearwater Revival | Green River                                                      | Bad Moon Rising                               | 1969 |
| 129   | Billy Joel                   | The Stranger                                                     | She Is Always a Woman                         | 1977 |
| 130   | Guns N’ Roses                | Use Your Illusion I                                              | November Rain                                 | 1991 |
| 131   | Sting                        | Bring on the Night                                               | Moon Over Bourbon Street                      |      |
| 132   | U2                           | All That You Can’t Leave Behind                                  | Beautiful Day                                 | 2000 |
| 133   | Radiohead                    | OK Computer                                                      | Karma Police                                  | 1997 |
| 134   | Michael Jackson              | Bad                                                              | Smooth Criminal                               | 1987 |
| 135   | Neil Diamond                 | Hot August Night                                                 | Sweet Caroline                                |      |
| 136   | ZZ Top                       | Eliminator                                                       | Gimme All Your Loving                         | 1983 |
| 137   | Alanis Morissette            | Jagged Little Pill                                               | Ironic                                        | 1995 |
| 138   | John Lennon                  | Imagine                                                          | Imagine                                       | 1971 |
| 139   | Kate Bush                    | Hounds Of Love                                                   | Running Up That Hill (A Deal With God)        | 1985 |
| 140   | David Bisbal                 | Premonición                                                      | Silencio                                      |      |
| 141   | Tom Waits                    | Rain Dogs                                                        | Downtown Train                                |      |
| 142   | Uriah Heep                   | Salisbury                                                        | Lady in Black                                 | 1971 |
| 143   | The Blues Brothers           | The Blues Brothers                                               | Everybody Needs Somebody to Love              | 1980 |
| 144   | Peter Gabriel                | Us                                                               | Secret World                                  |      |
| 145   | Bob Dylan                    | Blonde on Blonde                                                 | Just Like a Woman                             |      |
| 146   | Fischer-Z                    | Red Skies Over Paradise                                          | Marliese                                      | 1981 |
| 147   | The Beatles                  | Love                                                             | Hey Jude                                      | 1968 |
| 148   | Prince and The Revolution    | Purple Rain                                                      | Purple Rain                                   | 1984 |
| 149   | Carole King                  | Tapestry                                                         | You’ve Got a Friend                           | 1971 |
| 150   | Guns N’ Roses                | Use Your Illusion II                                             | Estranged                                     | 1991 |
| 151   | Reamonn                      | Tuesday                                                          | Supergirl                                     | 2000 |
| 152   | Tears for Fears              | The Seeds of Love                                                | Woman in Chains                               |      |
| 153   | Marillion                    | Fugazi                                                           | Fugazi                                        | 1984 |
| 154   | Bob Dylan                    | Highway 61 Revisited                                             | Like a Rolling Stone                          | 1965 |
| 155   | Queen                        | Jazz                                                             | Don’t Stop Me Now                             | 1978 |
| 156   | Janis Joplin                 | Pearl                                                            | Me and Bobby McGee                            | 1971 |
| 157   | Electric Light Orchestra     | A New World Record                                               | Livin’ Thing                                  | 1976 |
| 158   | Pink Floyd                   | Animals                                                          | Pigs on the Wing (Part One)                   | 1977 |
| 159   | Kraftwerk                    | Computerwelt                                                     | Computerliebe                                 |      |
| 160   | BAP                          | Aff un zo                                                        | Aff un zo                                     | 2001 |
| 161   | Frankie Goes to Hollywood    | Welcome to the Pleasuredome                                      | The Power of Love                             | 1984 |
| 162   | Chris Rea                    | The Road to Hell                                                 | The Road to Hell, Part 1                      | 1989 |
| 163   | The Verve                    | Urban Hymns                                                      | Bitter Sweet Symphony                         | 1997 |
| 164   | Red Hot Chili Peppers        | Blood Sugar Sex Magik                                            | Under the Bridge                              | 1991 |
| 165   | Soundgarden                  | Superunknown                                                     | Black Hole Sun                                |      |
| 166   | Billy Joel                   | Songs in the Attic                                               | You’re My Home                                |      |
| 167   | AC/DC                        | Razor’s Edge                                                     | Thunderstruck                                 | 1990 |
| 168   | Roxette                      | Joyride                                                          | Spending My Time                              | 1991 |
| 169   | Dire Straits                 | Alchemy: Dire Straits Live                                       | Romeo and Juliet                              | 1984 |
| 170   | Talking Heads                | Stop Making Sense                                                | Once in a Lifetime                            |      |
| 171   | Tracy Chapman                | Tracy Chapman                                                    | Talkin' Bout a Revolution                     | 1988 |
| 172   | Buena Vista Social Club      | Buena Vista Social Club                                          | Chan Chan                                     | 1997 |
| 173   | The Rolling Stones           | Stripped (live)                                                  | Angie                                         | 1995 |
| 174   | Kraftwerk                    | Autobahn                                                         | Autobahn                                      | 1974 |
| 175   | Johnny Cash                  | American Recordings                                              | Let the Train Blow the Whistle                |      |
| 176   | The Jimi Hendrix Experience  | Are You Experienced?                                             | Hey Joe                                       | 1966 |
| 177   | Bryan Adams                  | Waking Up the Neighbours                                         | (Everything I Do) I Do It for You             | 1991 |
| 178   | The Who                      | Quadrophenia                                                     | The Real Me                                   | 1973 |
| 179   | Madonna                      | Ray of Light                                                     | The Power of Good-Bye                         | 1998 |
| 180   | Juli                         | Es ist Juli                                                      | Perfekte Welle                                | 2004 |
| 181   | Kate Bush                    | The Kick Inside                                                  | Wuthering Heights                             |      |
| 182   | Frank Zappa                  | Hot Rats                                                         | Peaches en Regalia                            | 1969 |
| 183   | Jean Michel Jarre            | Oxygene                                                          | Oxygène IV                                    | 1976 |
| 184   | Bob Dylan                    | Desire                                                           | Hurricane                                     |      |
| 185   | Jackson Browne               | Running on Empty                                                 | Running on Empty                              |      |
| 186   | BAP                          | Affjetaut                                                        | Ne schöne Jrooß                               |      |
| 187   | AC/DC                        | Let There Be Rock                                                | Whole Lotta Rosie                             | 1977 |
| 188   | Yes                          | 90125                                                            | Owner of a Lonely Heart                       | 1983 |
| 189   | U2                           | The Unforgettable Fire                                           | The Unforgettable Fire                        | 1984 |
| 190   | Justin Timberlake            | Futuresex/Lovesounds                                             | What Goes Around.../...Comes Around Interlude | 2006 |
| 191   | Neil Diamond                 | Beautiful Noise                                                  | Beautiful Noise                               |      |
| 192   | Queen                        | The Miracle                                                      | I Want It All                                 | 1989 |
| 193   | Van Morrison                 | Astral Weeks                                                     | Sweet thing                                   |      |
| 194   | Manfred Mann’s Earth Band    | The Roaring Silence                                              | Blinded by the Light                          | 1976 |
| 195   | Led Zeppelin                 | Led Zeppelin                                                     | Communication Breakdown                       | 1969 |
| 196   | King Crimson                 | In the Court of the Crimson King: An Observation by King Crimson | Epitaph                                       | 1969 |
| 197   | Genesis                      | Invisible Touch                                                  | Land of Confusion                             | 1986 |
| 198   | The Cure                     | Boys Don’t Cry                                                   | Boys Don’t Cry                                | 1979 |
| 199   | Air                          | Moon Safari                                                      | All I Need                                    | 1998 |
| 200   | Sex Pistols                  | Never Mind the Bollocks, Here’s the Sex Pistols                  | God Save the Queen                            | 1977 |

## Ergebnisliste 2009
| Platz | Band                                  | Gespieltes Lied                                            | Jahr |
| 1     | Depeche Mode                          | Wrong                                                      | 2009 |
| 2     | Queen                                 | Love of My Life                                            | 1975 |
| 3     | The Beatles                           | Hey Jude                                                   | 1968 |
| 4     | Pink Floyd                            | Wish You Were Here                                         | 1975 |
| 5     | U2                                    | One                                                        | 1991 |
| 6     | The Rolling Stones                    | (I Can’t Get No) Satisfaction                              | 1965 |
| 7     | ABBA                                  | The Winner Takes It All                                    | 1980 |
| 8     | AC/DC                                 | Highway to Hell                                            | 1979 |
| 9     | Die Ärzte                             | Westerland                                                 | 1988 |
| 10    | Genesis                               | The Carpet Crawlers                                        | 1974 |
| 11    | Runrig                                | Loch Lomond                                                | 1983 |
| 12    | Dire Straits                          | Brothers in Arms                                           | 1985 |
| 13    | Bruce Springsteen & The E Street Band | Born in the U.S.A.                                         | 1984 |
| 14    | Monrose                               |                                                            |      |
| 15    | Led Zeppelin                          | The Immigrant Song                                         | 1970 |
| 16    | Deep Purple                           | Smoke on the Water                                         | 1972 |
| 17    | Metallica                             | Nothing Else Matters (w/ San Francisco Symphony Orchestra) | 1999 |
| 18    | PUR                                   | Abenteuerland                                              | 1995 |
| 19    | KISS                                  | I Was Made for Lovin’ You                                  | 1979 |
| 20    | Die Toten Hosen                       | Hier kommt Alex                                            | 1988 |
| 21    | The Cure                              | Friday I’m in Love                                         | 1992 |
| 22    | Bon Jovi                              | Keep the Faith                                             | 1992 |
| 23    | Supertramp                            | School                                                     | 1974 |
| 24    | Wise Guys                             |                                                            |      |
| 25    | Fury in the Slaughterhouse            | Time to Wonder                                             | 1988 |
| 26    | Creedence Clearwater Revival          | Born on the Bayou                                          | 1969 |
| 27    | Coldplay                              | Viva La Vida                                               | 2008 |
| 28    | Pet Shop Boys                         | Love etc.                                                  | 2009 |
| 29    | No Angels                             | Daylight in Your Eyes                                      | 2000 |
| 30    | A Flock of Seagulls                   | I Ran                                                      | 1982 |
| 31    | Status Quo                            | Rockin’ All Over the World                                 | 1977 |
| 32    | Grobschnitt                           |                                                            |      |
| 33    | a-ha                                  | Take on Me                                                 | 1985 |
| 34    | Jethro Tull                           | Locomotive Breath                                          | 1971 |
| 35    | The Who                               | Baba O’Riley                                               | 1971 |
| 36    | BAP                                   | Verdamp lang her                                           | 1981 |
| 37    | The Bee Gees                          | Nights on Broadway                                         | 1975 |
| 38    | Höhner                                | Die Karawane zieht weiter                                  | 1998 |
| 39    | R.E.M.                                | The One I Love                                             | 1987 |
| 40    | The Police                            | Every Breath You Take                                      | 1983 |
| 41    | Nickelback                            | If Everyone Cared                                          | 2005 |
| 42    | Pearl Jam                             |                                                            |      |
| 43    | Green Day                             | Boulevard of Broken Dreams                                 | 2004 |
| 44    | The Eagles                            | Hotel California                                           | 1976 |
| 45    | The Doors                             | Riders on the Storm                                        | 1971 |
| 46    | Simply Red                            | Stars                                                      | 1991 |
| 47    | Santana                               | Oye Como Va                                                | 1970 |
| 48    | Iron Maiden                           | Run to the Hills                                           | 1982 |
| 49    | Simple Minds                          | Don’t You (Forget About Me)                                | 1985 |
| 50    | Roxette                               | Joyride                                                    | 1991 |
| 51    | Electric Light Orchestra              |                                                            |      |
| 52    | Marillion                             | Kayleigh                                                   | 1985 |
| 53    | Take That                             | Never Forget                                               | 1995 |
| 54    | Red Hot Chili Peppers                 | Under the Bridge                                           | 1991 |
| 55    | Cream                                 | White Room                                                 | 1968 |
| 56    | Pretty Things                         |                                                            |      |
| 57    | Guns N’ Roses                         | November Rain                                              | 1991 |
| 58    | Fleetwood Mac                         | Little Lies                                                | 1987 |
| 59    | Rammstein                             | Engel                                                      | 1997 |
| 60    | Toto                                  | Hold the Line                                              | 1978 |
| 61    | The Alan Parsons Project              | Don’t Answer Me                                            | 1984 |
| 62    | Rosenstolz                            |                                                            |      |
| 63    | Crosby, Stills, Nash & Young          | American Dream                                             | 1988 |
| 64    | Dream Theater                         | Solitary Shell                                             | 2002 |
| 65    | The Smiths                            | How Soon Is Now                                            | 1985 |
| 66    | ZZ Top                                | Sharp Dressed Man                                          | 1983 |
| 67    | The Shadows                           | Apache                                                     | 1960 |
| 68    | Emerson Lake & Palmer                 | Lucky Man                                                  | 1970 |
| 69    | Oasis                                 | The Masterplan                                             | 1995 |
| 70    | The Scorpions                         | Still Loving You                                           | 1984 |
| 71    | The Sweet                             | Love Is Like Oxygen                                        | 1978 |
| 72    | McFly                                 | Five Colours in Her Hair                                   | 2004 |
| 73    | Kraftwerk                             | Radio-Aktivität                                            | 1975 |
| 74    | Brings                                | Superjeilezick                                             | 2000 |
| 75    | Eloy                                  |                                                            |      |
| 76    | Reamonn                               | Promise                                                    | 2006 |
| 77    | Barclay James Harvest                 | Hymn                                                       | 1977 |
| 78    | The Mothers of Invention              | Hungry Freaks Daddy                                        | 1966 |
| 79    | Silbermond                            | Symphonie                                                  | 2004 |
| 80    | Linkin Park                           | Shadow of the Day                                          | 2007 |
| 81    | Nirvana                               | Smells Like Teen Spirit                                    | 1991 |
| 82    | Spice Girls                           | Wannabe                                                    | 1996 |
| 83    | Yes                                   | Yours Is No Disgrace                                       | 1971 |
| 84    | The Beach Boys                        | Good Vibrations                                            | 1966 |
| 85    | Saga                                  | Wind Him Up                                                | 1981 |
| 86    | Kajagoogoo                            | Too Shy                                                    | 1983 |
| 87    | The Walker Brothers                   | The Sun Ain’t Gonna Shine Anymore                          | 1966 |
| 88    | Manfred Mann’s Earth Band             | Blinded by the Light                                       | 1976 |
| 89    | Sunrise Avenue                        | Fairytale Gone Bad                                         | 2006 |
| 90    | Rush                                  | The Spirit of Radio                                        | 1980 |
| 91    | Alphaville                            | Big in Japan                                               | 1984 |
| 92    | Sisters of Mercy                      | This Corrosion                                             | 1987 |
| 93    | Duran Duran                           | Ordinary World                                             | 1993 |
| 94    | T. Rex                                | Get It On                                                  | 1971 |
| 95    | Axxis                                 | Living in a World                                          | 1990 |
| 96    | The Kelly Family                      | An Angel                                                   | 1994 |
| 97    | Aerosmith                             | Cryin’                                                     | 1993 |
| 98    | Uriah Heep                            | Lady in Black                                              | 1971 |
| 99    | The Kinks                             | Lola                                                       | 1970 |
| 100   | The Moody Blues                       | Nights in White Satin                                      | 1967 |
| 101   | Roxy Music                            | Avalon                                                     | 1982 |
| 102   | Ace of Base                           | Beautiful Morning                                          | 2002 |
| 103   | Big Country                           | Look Away                                                  | 1986 |
| 104   | Lynyrd Skynyrd                        | Sweet Home Alabama                                         | 1974 |
| 105   | Backstreet Boys                       | We’ve Got It Goin’ On                                      | 1996 |
| 106   | Black Sabbath                         | Paranoid                                                   | 1970 |
| 107   | Adam and The Ants                     | Goody Two Shoes                                            | 1982 |
| 108   | The Allman Brothers Band              | Ramblin’ Man                                               | 1973 |
| 109   | Muse                                  | Uprising                                                   | 2009 |
| 110   | Earth, Wind & Fire                    | Star                                                       | 1979 |
| 111   | Luxuslärm                             | Sag es wie es ist                                          | 2009 |
| 112   | Element of Crime                      | Immer wo du da bist bin ich nie                            | 2009 |
| 113   | Eurythmics                            | There Must Be an Angel                                     | 1985 |
| 114   | Die Fantastischen Vier                | Tag am Meer                                                | 1993 |
| 115   | Gotthard                              | The Call                                                   | 2007 |
| 116   | Slade                                 | Coz I Love You                                             | 1971 |
| 117   | Chicago                               | 25 or 6 to 4                                               | 1970 |
| 118   | Foo Fighters                          | Long Road to Ruin                                          | 2007 |
| 119   | Joy Division                          | Love Will Tear Us Apart Again                              | 1980 |
| 120   | Tokio Hotel                           | Übers Ende der Welt                                        | 2007 |
| 121   | Blind Guardian                        |                                                            |      |
| 122   | The Clash                             | London Calling                                             | 1979 |
| 123   | Bob Marley & The Wailers              | Exodus                                                     | 1977 |
| 124   | New Model Army                        | Green and Grey                                             | 1989 |
| 125   | James Last Band                       |                                                            |      |
| 126   | Petty, Tom and the Heartbreakers      | Breakdown                                                  | 1976 |
| 127   | Frankie Goes to Hollywood             | Relax                                                      | 1983 |
| 128   | Extrabreit                            | Für mich solls rote Rosen regnen                           | 1992 |
| 129   | Tangerine Dream                       | Das Mädchen auf der Treppe                                 | 1982 |
| 130   | Orchestral Manoeuvres in the Dark     | Maid of Orleans                                            | 1981 |
| 131   | Radiohead                             | Karma Police                                               | 1997 |
| 132   | Talking Heads                         | Road to Nowhere                                            | 1985 |
| 133   | Steely Dan                            | Midnite Cruiser                                            | 1972 |
| 134   | Placebo                               | Ashtray Heart                                              | 2009 |
| 135   | Golden Earring                        | Radar Love                                                 | 1973 |
| 136   | Ramones                               | Blitzkrieg Bop                                             | 1976 |
| 137   | Grateful Dead                         | Touch of Grey                                              | 1987 |
| 138   | The Pogues                            | How Come                                                   | 1996 |
| 139   | Rage Against The Machine              | Beautiful World                                            | 2000 |
| 140   | King Crimson                          | I Talk to the Wind                                         | 1969 |
| 141   | Boppin’ B.                            | We Can Leave the World                                     | 2004 |
| 142   | Madison Violet                        | Crying                                                     | 2009 |
| 143   | Modern Talking                        | You’re My Heart You’re My Soul                             | 1984 |
| 144   | The Blues Brothers                    | Everybody Needs Somebody to Love                           | 1980 |
| 145   | The Brandos                           | Over the Border                                            | 2006 |
| 146   | Beatsteaks                            | Cut Off the Top                                            | 2007 |
| 147   | Foreigner                             | Waiting For a Girl Like You                                | 1981 |
| 148   | Thin Lizzy                            | The Rocker                                                 | 1973 |
| 149   | Schiller                              | Lebel...I Feel You (mit Heppner)                           | 2004 |
| 150   | The Velvet Underground                | I’m Waiting for the Man                                    | 1967 |
| 151   | The B-52’s                            | Love Shack                                                 | 1989 |
| 152   | Phillip Boa & the Voodooclub          | This Is Michael                                            | 1990 |
| 153   | Mando Diao                            | Dance With Somebody                                        | 2009 |
| 154   | Jimi Hendrix Experience               | All Along the Watchtower                                   | 1968 |
| 155   | Yello                                 | The Race                                                   | 1988 |
| 156   | Söhne Mannheims                       | Und wenn ein Lied                                          | 2004 |
| 157   | Alice Cooper                          | School’s Out                                               | 1972 |
| 158   | The Beautiful South                   | You Keep It All In                                         | 1989 |
| 159   | The Animals                           | House of the Rising Sun                                    | 1964 |
| 160   | Black Eyed Peas                       | Where Is the Love                                          | 2003 |
| 161   | Porcupine Tree                        | Shesmovedon                                                | 2000 |
| 162   | Queensryche                           | Silent Lucidity                                            | 1990 |
| 163   | The Alarm                             | Sold Me Down the River                                     | 1989 |
| 164   | The Hollies                           | Bus Stop                                                   | 1966 |
| 165   | The Hooters                           | Johnny B.                                                  | 1987 |
| 166   | Wir sind Helden                       | Guten Tag (Die Reklamation)                                | 2002 |
| 167   | Fischer-Z                             | Berlin                                                     | 1981 |
| 168   | Fool’s Garden                         | Lemon Tree                                                 | 1995 |
| 169   | The Lords                             | Poor Boy                                                   | 1965 |
| 170   | ABC                                   | All of My Heart                                            | 1982 |
| 171   | Bad Company                           | Feel Like Makin’ Love                                      | 1975 |
| 172   | The Band                              | The Weight                                                 | 1968 |
| 173   | Nightwish                             | Eva                                                        | 2007 |
| 174   | Razorlight                            | Hostage of Love                                            | 2009 |
| 175   | Ten Years After                       | Good Morning Little Schoolgirl                             | 1969 |
| 176   | UB 40                                 | Kingston Town                                              | 1989 |
| 177   | The Corrs                             | Irresistible                                               | 2000 |
| 178   | Nine Inch Nails                       | Hurt                                                       | 1994 |
| 179   | Snow Patrol                           | Chasing Cars                                               | 2006 |
| 180   | Little Feat                           | Oh Atlanta                                                 | 1974 |
| 181   | Madness                               | Our House                                                  | 1982 |
| 182   | Motörhead                             | Ace of Spades                                              | 1980 |
| 183   | Procol Harum                          | A Whiter Shade of Pale                                     | 1967 |
| 184   | The BossHoss                          | Sugerman                                                   | 2008 |
| 185   | Jamiroquai                            | (Don’t) Give Hate a Chance                                 | 2005 |
| 186   | The Killers                           | Human                                                      | 2008 |
| 187   | Sportfreunde Stiller                  | Ich war noch niemals in New York (live)                    | 2009 |
| 188   | Travelling Wilburys                   | Tweeter & The Monkeyman                                    | 1988 |
| 189   | America                               | A Horse with No Name                                       | 1971 |
| 190   | Dave Matthews Band                    | The Space Between                                          | 2001 |
| 191   | Faith No More                         | The Evidence                                               | 1995 |
| 192   | Journey                               | Wheel in the Sky                                           | 1978 |
| 193   | Kings of Leon                         | Knocked Up                                                 | 2007 |
| 194   | Liquido                               | Narcotic                                                   | 1998 |
| 195   | Billy Talent                          | Rusted from the Rain                                       | 2009 |
| 196   | Can                                   | Vitamin C                                                  | 1972 |
| 197   | HIM                                   | Join Me (in Death)                                         | 1999 |
| 198   | Tears for Fears                       |                                                            |      |
| 199   | Ich & Ich                             | Vom selben Stern                                           | 2008 |
| 200   | Texas Lightning                       | No No Never                                                | 2006 |